# Благова
Благова (словац. Blahová, угор. Sárrét) — село, громада в окрузі Дунайська Стреда, Трнавський край, Словаччина. Кадастрова площа громади — 11,38 км². Населення — 368 осіб (за оцінкою на 31 грудня 2017 р.).

## Географія
Протікає Клатовський канал; канал Малиново-Благова і Трновський канал.

## Населення
| Рік:            | 1994. | 2004.   | 2014.   | 2024.    |
| --------------- | ----- | ------- | ------- | -------- |
| Кількість осіб: | 376   | 361     | 365     | 434      |
| Різниця:        |       | -3,98 % | +1,10 % | +18,90 % |

| Рік:            | 2023. | 2024.   |
| --------------- | ----- | ------- |
| Кількість осіб: | 418   | 434     |
| Різниця:        |       | +3,82 % |